# Alan Parker
Alan William Parker, CBE (14. února 1944 Islington, Londýn, Spojené království – 31. července 2020 Londýn) byl anglický filmový režisér, scenárista a producent.
Byl držitelem pěti cen britské filmové akademie BAFTA – za scénář k filmu Bugsy Malone (1976), za režii thrilleru o útěku z tureckého vězení Půlnoční expres (1978), za režii komedie o vzniku hudební kapely The Commitments (1991), za výjimečný přínos britskému filmu (1985) a za celoživotní dílo (2003). Dva jeho filmy, Půlnoční expres a drama o rasových nepokojích Hořící Mississippi (1988) s Genem Hackmanem v hlavní roli, byly též nominovány na Oscara za režii. Stejné pocty se těmto snímkům dostal i na Zlatých glóbech, kde se Parker navíc dočkal nominace za režii muzikálu Evita (1996), kde dal Parker šanci zpěvačce Madonně. V Cannes Parker zaujal psychologickým dramatem o válkou postižených veteránech Křídla, za nějž roku 1985 obdržel zvláštní velkou cenu poroty. K jeho dalším snímkům patří muzikál Sláva (1980), romantické drama o internaci amerických Japonců po útoku na Pearl Harbor nazvané Navštivte ráj (1990), rodinné realistické drama Střílejte na měsíc (1982), satirická komedie Vítejte ve Wellville (1994), jež si střílí z kultu zdraví, thriller o nevinně odsouzeném muži v cele smrti s Kevinem Spaceym v hlavní roli Život Davida Galea (2003) či drama z irského chudinského předměstí Andělin popel (1999).
Zcela zvláštní roli v jeho filmografii hraje experimentální snímek Pink Floyd: The Wall (1982) inspirovaný albem The Wall britské rockové skupiny Pink Floyd. Je to jediný Parkerův film, kde jsou i animované sekvence.